# Josef Šabacký
Josef Šabacký (19. června 1913 Třebíč – 11. ledna 1994 Třebíč) byl český botanik a ředitel muzea.

## Biografie
Josef Šabacký se narodil v roce 1913 v Třebíči, v roce 1932 odmaturoval na gymnáziu v Třebíči a následně nastoupil na Filozofickou fakultu Masarykovy univerzity v Brně na studium moderní filologie, ale obratem přestoupil na Přírodovědeckou fakultu, kde se věnoval studiu zeměpisu, francouzštiny a tělesné výchovy. Studoval také praktické cvičení pro učitele kreslení a výtvarné umění na Vysoké škole technické pod vedením Františka Hlavici. Studia ukončil v roce 1939 a nastoupil na pozici pedagoga na gymnázium v Hranicích. Po začátku druhé světové války se vrátil do Třebíče, kde se věnoval výtvarnému umění a prodával obrazy a v roce 1942 uspořádal první výstavu.
Po skončení druhé světové války odešel do Znojma, kde se začal plně věnovat Sdružení výtvarných umělců pro jižní Moravu a Bloku výtvarných umělců moravskoslezských, pracoval i v lokálním tisku a pořádal výstavy výtvarného umění. V roce 1947 nastoupil do muzea v Trutnově, kde se stal ředitelem muzea a věnoval se také psaní městské kroniky (1945–1952). V Trutnově pracoval až do roku 1959. V tomto roce odešel zpět do Třebíče a do roku 1961 působil jako ředitel muzea ve Velkém Meziříčí. Od roku 1961 působil na pozici ředitele muzea v Třebíči, v roce 1968 byl donucen odejít a přešel do tehdejší Okresní knihovny v Třebíči, kde do odchodu do důchodu v roce 1973 vedl jedno z oddělení.
Publikoval ve Sborníku Přírodovědeckého klubu v Třebíči, časopisu Živa a třebíčském městském zpravodaji. Věnoval se primárně klimatologii a ochraně přírody. Celý život se věnoval také perokresbě, malbě a grafice. Jeho díla jsou vystavena v Městské knihovně v Třebíči v pobočce Borovina a Galerii města Trutnov. Byl zakladatelem městské galerie v Trutnově.